# Hello, Dolly! (musical)
Hello, Dolly! is een musical uit 1964 met tekst en muziek van Jerry Herman, naar een script van Michael Stewart, gebaseerd op Thornton Wilders 1938 klucht The Merchant of Yonkers, die hij zelf omwerkte tot The Matchmaker (De Koppelaarster) in 1954. De musical vertelt het verhaal van Dolly Gallagher Levi, een eigenzinnige koppelaarster, die zogenaamd een vrouw zoekt voor haar oude kennis, de barse halfmiljonair Horace Vandergelder maar hem eigenlijk voor zichzelf heeft bedacht.

## Geschiedenis
Hello, Dolly! ging in première onder regie en choreografie van Gower Champion, met Carol Channing in de titelrol, won al snel tien Tony Awards, waaronder die van beste musical. Dit record, dat 37 jaar standhield, werd mede geholpen door de nummer 1-hit van het titellied in de versie van Louis Armstrong.
Het is in Amerika een van de langstlopende musicals, met vier Broadway-revivals, waaronder een uiterst succesvolle met Bette Midler. In 1969 verzilverde de filmversie met Barbra Streisand drie van de zeven Oscarnominaties. 
In 2020 keerde de musical in Nederland terug met onder andere Simone Kleinsma, Paul de Leeuw en Freek Bartels, maar vanwege de coronapandemie werd de musical na een paar voorstellingen stilgelegd. Doordat de musical te groot en te duur was om terug te brengen keerde hij niet terug, daarvoor in de plaats gingen De Leeuw en Kleinsma samen op tour met de voorstelling Paul & Simone: Zonder jou.

## Nederlandse cast
| Rol                             | 1992 Koninklijk Ballet van Vlaanderen | 1994 De Nederlandse Volksopera | 2004 V&V Entertainment | 2020 MediaLane |
| ------------------------------- | --- | ------------------------------ | ---------------------- | --- |
| Dolly Levi                      | Linda Lepomme | Mariëtte Jansens               | Willeke Alberti        | Simone Kleinsma, Marjolijn Touw (understudy) |
| Horace Vandergelder             | Gabriël van Landeghem | Will Wintjens                  | Jos Brink              | Paul de Leeuw, Jörgen Raymann |
| Cornelius Hackl Cornelis Hekkel | Bas Heerkens | Edward Hoepelman               | Barend van Zon         | Freek Bartels |
| Barnaby Tucker Benjamin Tukker  | Paul Maes | Roger Baum                     | Jamai Loman            | Martijn Vogel |
| Irene Malloy Ireen Allooy       | Marloes van den Heuvel | Diane van den Eynden           | Marleen van der Loo    | Nandi van Beurden |
| Minnie Jay Minny Fay Minnie Fee | Hilde Weber | Irene Meeuvis                  | Melise de Winter       | Annemarijn Maandag |
| Ernestina Money Esmeralda Poen  | Hilde Vanhulle | Gigi Gilissen                  | Vanessa Timmermans     | Marjolijn Touw |
| Ambrose Kempe Ambrosius Kemper  | Roger Baun | Jan Janssen                    | Nick Fleuren           | Bart van Veldhoven |
| Mrs. Rose Mevrouw Roos          | Lulu Aertgeerts |                                |                        | Marjolijn Touw |
| Rudolph Streisenweber Rudolf    | John Desmet |                                | Peter Soelhorst        | Ger Otte |
| Judge                           | Ernst van Looy | Bert Janssen                   |                        | Marjolijn Touw |
| Ensemble                        | Léonce Wapelhorst, Didier Verleyen, Miguel Espin, Stefan Hamblok, Ruth de Bruyne, Nanni Kloke, Walter de Cock, Etienne van Geel, Frank de Peuter, Sandra Kater, Anita Rooij |                                |                        | Anouk van Duifhuizen, Darcey Roosenboom, Leon Batelaan, Merlijne van Noppen, Thom Koolen, Yoran de Bont, Mieke van der Hulst, Anouk Rietveld, Jip Bartels, Davy van der Lubbe, Ruben Kuppens, Kelly van den Boogaard, Danique Graanoogst, Sven Blom, Flen Huisman, Sander Bos, Isabelle Vedder, Sacha Setubun |